# جويل بارلو ساذرلاند
جويل بارلو ساذرلاند (بالإنجليزية: Joel Barlow Sutherland) (و. 1792 – 1861 م) هو سياسي، ومحام من الولايات المتحدة الأمريكية .
وهو عضو في الحزب الديمقراطي الأمريكي .

## التعليم
تعلم في جامعة بنسلفانيا، ومدرسة الطب بجامعة بنسلفانيا.